# Yougoslavie aux Jeux olympiques de 1920
La Yougoslavie participe aux Jeux olympiques de 1920 organisés à Anvers en Belgique. Il s'agit de sa première participation aux Jeux olympiques. La délégation yougoslave ne remporte pas de médaille.

## Football
Premier tour
| 28 août 1920 | Yougoslavie | 0 - 7 | Tchécoslovaquie                                      | Stadion Broodstraat, Anvers                     |                                                 |
|              |             |       | 20e 46e 79e Vanik · 34e 50e 75e Janda · 43e Sedlacek | Spectateurs : 600 Arbitrage : Raphaël van Praag | Spectateurs : 600 Arbitrage : Raphaël van Praag |
|              | Rapport     |       |                                                      | Spectateurs : 600 Arbitrage : Raphaël van Praag | Spectateurs : 600 Arbitrage : Raphaël van Praag |

Match de consolation
| 2 septembre 1920 | Égypte                   | 4 - 2 | Yougoslavie       | Stade olympique, Anvers                         |                                                 |
|                  | Abaza · Allouba · Hegazi |       | Dubravčić · Ružić | Spectateurs : 500 Arbitrage : Raphaël van Praag | Spectateurs : 500 Arbitrage : Raphaël van Praag |
|                  | Report                   |       |                   | Spectateurs : 500 Arbitrage : Raphaël van Praag | Spectateurs : 500 Arbitrage : Raphaël van Praag |